# بریتن ۴۰۷۹
سیارک ۴۰۷۹ (به انگلیسی: 4079 Britten، نامگذاری:1983CS) چهار هزار و هفتاد و نهمین سیارک کشف شده‌است که در ۱۵ فوریه ۱۹۸۳ کشف شد.
قدر مطلق سیارک برابر ۱۲٫۳۰ است.